# Agim Bajko
Agim Bajko (ur. 10 lutego 1956 w Tiranie) – albański aktor  filmowy i estradowy.

## Życiorys
W 1979 ukończył studia na wydziale aktorskim Instytutu Sztuk w Tiranie, a następnie rozpoczął pracę w Państwowym Teatrze Estradowym. Na dużym ekranie zadebiutował w 1989 niewielką rolą w filmie Dy herë mat. Zagrał 5 ról w albańskich filmach fabularnych.
Występuje w programie satyrycznym By-pass, realizowanym przez stację Vizion+. W 2012 został wyróżniony przez Prezydenta Albanii Bamira Topiego tytułem Wielkiego Mistrza (Mjeshter i Madh).

## Role filmowe
- 1986: Dy herë mat jako szachista
- 1987: Binarët
- 1989: Edhe kështu, edhe ashtu jako klaun w cyrku
- 1992: Gjuetia e fundit jako Granit Borica
- 1995: Revolja e humbur
- 1999: Oreksi i madh